# جع مکان
جع مکان، روستایی در دهستان فنوج بخش مرکزی شهرستان فنوج در استان سیستان و بلوچستان ایران است.

## جمعیت
این روستا در دهستان فنوج قرار دارد و براساس  سرشماری عمومی نفوس و مسکن (۱۳۹۵)، جمعیت آن زیر سه خانوار بوده‌است.